# Maciejewicze (rejon żabinecki)
Maciejewicze (biał. Мацеевічы; ros. Матеевичи) – agromiasteczko na Białorusi, w obwodzie brzeskim, w rejonie żabineckim, w sielsowiecie Krzywlany.
W dwudziestoleciu międzywojennym wieś leżała w Polsce, w województwie poleskim, w powiecie kobryńskim.
W miejscowości znajdują się zabytkowa parafialna cerkiew prawosławna pw. Narodzenia św. Jana Chrzciciela oraz przystanek kolejowy Maciejewicze na linii Moskwa - Mińsk - Brześć.